# Dilka Bear
Dilka Bear (Almaty, 1977), nombre artístico de Dilyara Nassyrova, es una pintora e ilustradora kazaja.

## Biografía
Dilka Bear estudia arquitectura en la Universidad de Almaty, Kazajistán. Trabaja como ilustradora y diseñadora gráfica para empresas como Cosmopolitan Kazakhstan, Grey Central Asia, Saatchi & Saatchi Kazakhstan, pero luego decide dedicarse a su verdadera pasión, la pintura. Desde 2005 vive en Trieste, Italia. Expone sus obras en galerías de todo el mundo: Roma, Ámsterdam, Los Ángeles, Melbourne, Berlín etc.

## Influencias y estilo
Influenciada por los grande pintores del pasado, como Bruegel y Bosch, los maestros del Renacimiento italiano, pero también por artistas contemporáneos como Marion Peck y Ray Caesar, y por los cuentos de hadas de los hermanos Grimm, Dilka Bear trabaja principalmente con acrílicos sobre madera y crea “maravillosas ilustraciones que representan a jóvenes de apariencia franca y sincera, que reflejan el mundo que les rodea”.
Su obra, que ella misma define surreal y onírica, a menudo se incluye en el movimiento artístico del surrealismo pop.

## Exposiciones

### Exposiciones colectivas
- 1997 “Butterflies”, Tribuna Art Gallery, Almaty, Kazajistán
- 1998 “Break 21”, International Festival of Young Artists, Liubliana, Eslovenia
- 1999 “Break 21”, International Festival of Young Artists, Liubliana, Eslovenia
- 1999 “The Line of Beauty”, Art Manege ’99 - Moscú, Rusia
- 2000 “Africa”, Soros Centre of Contemporary Art, Almaty, Kazajistán
- 2001 The Cover of Daily Routine - Stuttgarter Kunstverein, Stuttgart, Alemania[8]
- 2009 “Kokeshi: from Folk to Art Toy” - Japanese American National Museum, Los Ángeles, EE. UU.
- 2011 “Italian Pop Surrealism” - Mondo Bizzarro, Roma, Italia[9]
- 2012 “Run Away Circus”, Auguste Clown Gallery, Melbourne, Australia
- 2012 “Vanishing Point”, Auguste Clown Gallery, Melbourne, Australia
- 2013 “Draw”, Auguste Clown Gallery, Melbourne, Australia[10]
- 2013 “Blue Hour”, Auguste Clown Gallery, Melbourne, Australia[11]
- 2013 “Into the Wild”, Strychnin Gallery, Berlín, Alemania
- 2013 “All Stars”, X aniversario de la galería, Strychnin Gallery, Berlín, Alemania
- 2013 “Kingdom of Broken Dreams: Dilka Bear & Paolo Petrangeli”, Flower Pepper Gallery, Pasadena, EE. UU.
- 2014 "13th hour", Last Rites Gallery, New York, EE.UU
- 2014 "Tarot under Oath", Last Rites Gallery, New York, EE.UU
- 2014 "Art Deck Co show", Houston, EE.UU
- 2015 "Music Box", Haven Gallery, New York, EE.UU
- 2015 "Artefacts", James Freeman Gallery, London, UK
- 2015 "Digital Mirrors", Arch Enemy Gallery, Philadelphia, EE.UU
- 2015 "Little Big" Haven Gallery, New York, EE:UU
- 2016 "Blooom Art Show", Art Fair Cologne – Fousion Gallery, Cologne, Germany
- 2016 "Ema Show", Hellion Gallery, San Francisco, EE.UU / Tokyo, Japan / Paris, France
- 2016 "Affordable Art Fair Battersea", Richard Goodall, London, UK
- 2016 "The Expulsion of the Limbo", Fousion Gallery, Barcelona, Spain

### Exposiciones individuales
- 2012 “Wild Escape”, Mondo Bizzarro, Roma
- 2013 “Sleepwalker’s Dreams”, Auguste Clown Gallery, Melbourne, Australia[12]
- 2014 “Forgotten Memories”, Auguste Clown Gallery, Melbourne, Australia[13]
- 2016 "Full Moon Children" Haven Gallery, New York
- 2016 Solo Show at Haven Gallery, New York, EE.UU